# Benno Premsela
Benno Premsela (Amsterdam, 4 mei 1920 — aldaar, 27 maart 1997) was een Nederlands vormgever en binnenhuisarchitect, centrale figuur in de naoorlogse Nederlandse kunstwereld en als voorzitter van het COC een voorvechter van de homo-emancipatie.

## Achtergrond
Benno Premsela was de zoon van de bekende Joodse huisarts en seksuoloog Bernard Premsela, die ook over seksualiteit publiceerde.
Benno Premsela studeerde voor en na de Tweede Wereldoorlog interieurvormgeving aan de "Nieuwe Kunstschool". Tijdens de oorlog zag hij zich gedwongen zijn opleiding te onderbreken en onder te duiken. Zijn ouders en zuster zijn in het vernietigingskamp Auschwitz vermoord. Zijn broer overleefde de oorlog.
Over zijn jeugd,  onderduikperiode  en na-oorlogse leven vertelt Benno Premsela op 27 augustus 1995 aan het Visual History Archive van het USC Shoah Foundation Institute, opgericht in 1994 door Steven Spielberg. Dit verhaal is opgenomen in de Collectie 2000 Getuigen Vertellen van het Joods Historisch Museum.

## Vormgever
In zijn minimalistische werk zijn schoonheid en functionaliteit nauw verwant. Onder zijn leiding als chef van de etalage- en binnenhuisafdeling van de Bijenkorf in Amsterdam kwamen spectaculaire etalages tot stand. In het warenhuis werd voortdurend moderne kunst tentoongesteld; zo waren er eerder dan in het Stedelijk Museum werken te zien van de kunstenaarsgroep Cobra.
Samen met binnenhuisarchitect Jan Vonk richtte hij het Bureau Premsela Vonk op. Zij werkten als vormgever voor vele  bedrijven en particulieren en voorzagen onder meer in 1965 sociëteit De Schakel van het COC van een nieuw interieur. Eind jaren zestig ontwikkelde Premsela met een team van Van Besouw tapijtfabrieken een innoverende collectie katoenen tapijt. Zijn sobere Lotek-lamp (1982) werd een stijlicoon. Het voormalige Premsela Instituut (voluit: Premsela, Nederlands Instituut voor design en mode) is naar hem genoemd. Op 1 januari 2013 is dit met het Nederlands Architectuurinstituut en het Virtueel Platform, kennisinstituut voor e-cultuur, gefuseerd tot Het Nieuwe Instituut.
Het gebouw van de Hogeschool van Amsterdam aan het Rhijnspoorplein, waarin vroeger de Raad van Arbeid was gevestigd, wordt nu het Benno Premselahuis genoemd. In 2004 werd de Benno Premselabrug over het IJmeer geopend. 
In 1999 maakte Carrie de Swaan een documentaire over hem met muziek van Willem Breuker.

## Stimulator en bestuurder
Premsela was een prominente en stimulerende figuur in het culturele leven van zijn dagen. Hij vervulde bestuurs- en adviesfuncties in tal van commissies op het gebied van vormgeving en beeldende kunst; onder meer de Raad voor de Kunst, de Raad voor Industriële Vormgeving, de Kröller Müller-Stichting, de commissie aanwinsten van het Stedelijk Museum in Amsterdam en de Stichting Fonds voor Beeldende Kunsten, Vormgeving en Bouwkunst. Ook promootte hij het werk van kunstenaars in bijvoorbeeld Galerie Sieraad, door zelf werk aan te kopen.

## Homoseksualiteit
Benno Premsela was een van de eerste Nederlanders die in het openbaar voor zijn homoseksualiteit uitkwam. Al vanaf 1947 zette hij zich in voor de gelijkberechtiging van homoseksuelen. Hij was betrokken bij de 'Shakespeare Club', waaruit in 1949 het COC, de belangenvereniging voor homoseksuelen, voortkwam. Van 1962 tot 1971 was hij voorzitter van het COC. In 1964 begon de vereniging zichtbaarder naar buiten te treden. Premsela had als eerste homoseksueel het lef om op 30 december 1964 op de Nederlandse televisie te verschijnen zonder onherkenbaar te zijn gemaakt. Met oudjaar werd het VARA-programma Achter het Nieuws daardoor gesprek van de dag.  In 1995 ontving hij de Zilveren Anjer van het Prins Bernhard Fonds voor zijn bestuurlijke inzet voor de kunst en de emancipatie van homoseksuelen.

## Collectie en archief
De door Premsela bijeengebrachte collectie toegepaste kunst is te zien in het Centraal Museum te Utrecht. Enkele portretten en persoonlijke objecten zijn in de collectie van het Amsterdam Museum opgenomen.
Het door hem opgebouwde archief met documentatie, correspondentie en fotomateriaal is door zijn erven gedoneerd aan het Stadsarchief Amsterdam. De volledig ontsloten collectie is in 2008 tijdens een grote expositie in het gerenoveerde gebouw De Bazel—het voormalige hoofdkantoor van de ABN AMRO aan de Vijzelstraat—tentoongesteld onder de titel "Show Yourself".